# Charagun (Kraj Zabajkalski)
Charagun (ros. Харагун) – wieś w Rosji, w Kraju Zabajkalskim, w rejonie chiłockim. W 2010 liczyła 2800 mieszkańców.